# Liste der Biografien/Pov
Liste der Biografien |
Portal Biografien |
Personensuche
# |
A |
B |
C |
D |
E |
F |
G |
H |
I |
J |
K |
L |
M |
N |
O |
P |
Q |
R |
S |
T |
U |
V |
W |
X |
Y |
Z |
?
 
Pa |
Pc |
Pe |
Pf |
Ph |
Pi |
Pj |
Pk |
Pl |
Pm |
Pn |
Po |
Pr |
Ps |
Pt |
Pu |
Pv |
Pw |
Py
 
Poa |
Pob |
Poc |
Pod |
Poe |
Pof |
Pog |
Poh |
Poi |
Poj |
Pok |
Pol |
Pom |
Pon |
Poo |
Pop |
Por |
Pos |
Pot |
Pou |
Pov |
Pow |
Pox |
Poy |
Poz
Die Liste der Biografien führt alle Personen auf, die in der deutschsprachigen Wikipedia einen Artikel haben. Dieses ist eine Teilliste mit 34 Einträgen von Personen, deren Namen mit den Buchstaben „Pov“ beginnt.

## Pov

### Pova
- Povah, Phyllis (1893–1975), US-amerikanische Theater- und Filmschauspielerin

### Pove
- Povea, Liadagmis (* 1996), kubanische Dreispringerin
- Poveda Castroverde, Pedro (1874–1936), spanischer Priester und Ordensgründer
- Póveda Flores, Carmen Giuliana (* 2001), peruanische Badmintonspielerin
- Poveda, Alfredo (1926–1990), ecuadorianischer Militär, Rechtsanwalt und Politiker, Präsident von Ecuador
- Poveda, Christian (1955–2009), spanisch-französischer Fotojournalist und Dokumentarfilmer
- Poveda, Miguel (* 1973), spanischer Flamenco-Sänger
- Povejšil, Martin (1961–2023), tschechischer Diplomat
- Povel, Bernard (1897–1952), deutscher Unternehmer und Politiker (CDU), MdB
- Povel, Ferdinand (* 1947), niederländischer Jazz-Saxophonist
- Povenmire, Dan (* 1963), US-amerikanischer Cartoonist, Autor, Produzent, Drehbuchautor, Art-Director und SynchronsprecherDan Povenmire (* 1963)

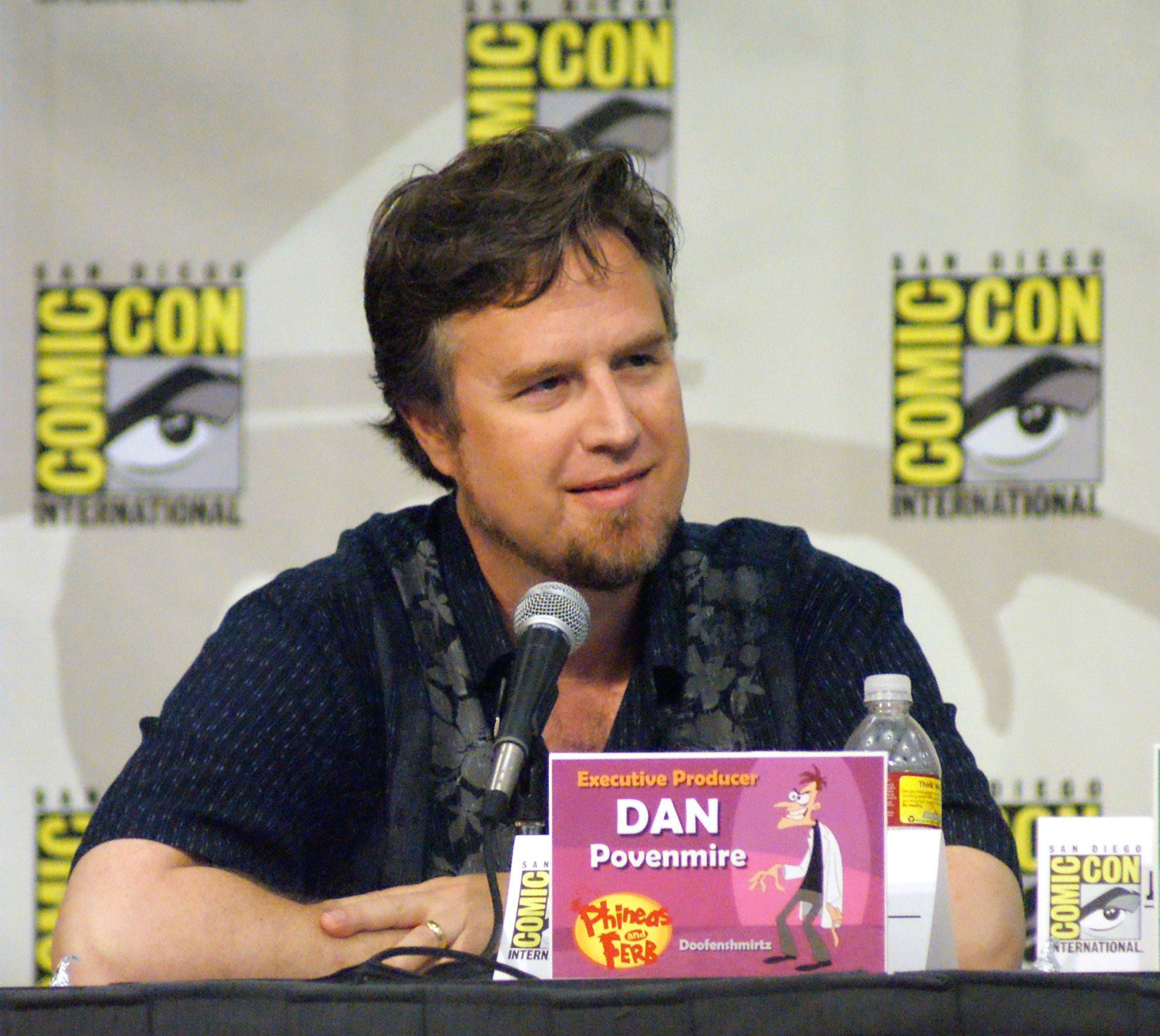
Dan Povenmire (* 1963)

- Pover, Alan (* 1933), britischer Diplomat

### Povh
- Povh, Bogdan (1932–2024), jugoslawischer bzw. slowenischer Physiker

### Povi
- Povia (* 1972), italienischer Cantautore
- Povich, Maury (* 1939), US-amerikanischer Talkshow-Moderator
- Povilaitis, Augustinas (1900–1941), litauischer Polizist
- Povilaitis, Zigmas (* 1934), litauischer Politiker, Mitglied des Seimas
- Povilionienė, Veronika (* 1946), litauische Musikerin, Folklore-Sängerin
- Povilionis, Vidmantas (* 1948), litauischer Diplomat und Politiker, Mitglied des Seimas
- Povilonis, Liudvikas (1910–1990), litauischer Geistlicher, römisch-katholischer Bischof in Panevėžys
- Poviña, Alfredo (1904–1986), argentinischer Soziologe
- Povinelli, Elizabeth (* 1962), amerikanische Anthropologin
- Povinelli, Mark (* 1971), US-amerikanischer Schauspieler
- Povirk, Anže (* 1991), slowenischer Biathlet
- Povish, Kenneth Joseph (1924–2003), US-amerikanischer Geistlicher, katholischer Bischof
- Povitsky, Esther (* 1988), US-amerikanische Schauspielerin und Komikerin
- Povitzky, Olga (1877–1948), russisch-amerikanische Medizinerin und Hochschullehrerin

### Povl
- Povlsen, Anders Holch (* 1972), dänischer Unternehmer
- Povlsen, Flemming (* 1966), dänischer FußballspielerFlemming Povlsen (* 1966)

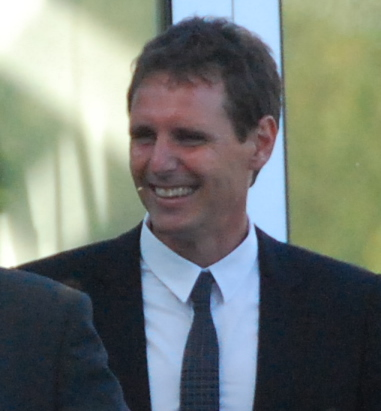
Flemming Povlsen (* 1966)

- Povlsen, Kasper (* 1989), dänischer Fußballspieler

### Povo
- Povod, Reinaldo (1960–1994), US-amerikanischer Dramatiker
- Povolny, César (* 1914), französisch-polnischer Fußballspieler
- Povòrina, Alexandra (1885–1963), russisch-deutsche Malerin

### Povy
- Povysil, Brigitte (* 1954), österreichische Medizinerin und Politikerin (FPÖ), Abgeordnete zum Nationalrat